# Iowa (album)
Iowa este al doilea album al formației de nu metal, Slipknot, lansat în 2001 de Roadrunner Records.